# Svjetionik
Svjetionik je uređaj, uglavnom kao viša zgrada, koji emisijom svjetlosnih signala omogućava brodovima navigaciju.
Svjetionici se koriste za označavanje opasne obale, opasnih plićina i grebena, te sigurnih ulaza u luke i može također pomoći u zračnoj navigaciji. Jednom naširoko korišteni, broj operativnih svjetionika se smanjio zbog troškova održavanja i zamijenjeni su modernim elektroničkim navigacijskim pomagalima.
Svaki svjetionik ima svoju karakterističnu i stalnu boju svjetla — bijela, crvena ili zelena, te precizan vremenski slijed tame i svjetla, tako da pomorci mogu sigurno utvrditi s kojeg svjetionika dolazi svjetlo. Lokacija i karakteristike svjetionika su unešene u pomorske karte, vidi na primjeru zapisa. Najmoćniji svjetionici koji su bili postavljeni na visoke tornjeve imali su domet do 50km . S većim svjetionicima upravljaju svjetioničari koji žive u svjetioniku ili njegovoj blizini. Manji svjetionici u luci za označevaje mola sada su automatizirani. Mnogi svjetionici izgrađeni su na izoliranim otocima i teško pristupačnim hridima. Danas svjetionike zamjenjuju moderniji navigacijski uređaji, koji uz pomoć satelitske navigacije omogućuju još sigurniju plovidbu.

## Svjetlosni znakovi svjetionika
Na pomorskoj karti su uz oznaku za svjetionik još dane slovne oznake koje interpretiraju rad svjetionika. Simboli su sljedeći:
- B – bijeli sektor (svjetionik emitira bijelu svjetlost)
- Z – zeleni sektor
- R – crveni sektor
- BZ – bijeli sektor + zeleni sektor + bijeli sektor (svjetionik emitira bijelu, zelenu i opet bijelu svjetlost, koje su vidljive svaka samo pod određenim kutom približavanja svjetioniku. Kutovi pod kojima su vidljive pojedine boje svjetlosti koju emitira svjetionik, prikazuje pomorska karta).
- BR – bijeli sektor + crveni sektor + bijeli sektor (vidi BZ)
- Bl – svjetlosni bljesak (gdje je interval svjetla kraći nego interval tame)
- Bl(3) – tri svjetlosna bljeska jedan za drugim
- Izo – izofazna svjetlost (interval tame je jednako dug kao interval svjetla)
- BK – kratko stalno bljeskanje (trepereće bljeskanje)
- M – milja (nazivni domet, vidljivost svjetionika u miljama tijekom dana pri sunčanom vremenu i idealnim uvjetima. Kod lošije vidljivosti se pomoću posebnih dijagrama pretvara u pravi domet svjetionika)

## Primjer zapisa svjetlosnog signala svjetionika
Neki proizvoljni svjetionik ima na pomorskoj karti pri oznaci za svjetionik još dodatni zapis primjer: B Bl (3) 10s 8 M – što znači da svjetionik emitira sljedeće svjetlosne signale – tri bijela kratka bljeska u skupini jedan za drugim, zatim pauza (stanka) deset sekundi, pa opet tri bijela bljeska, itd., nominalni domet (vidljivost) u toku dana pri vedrom vremenu i idealnim uvjetima je 8 milja.

## Povijest
Već u starom vijeku postavljali su na vidljivim mjestima u mediteranskim lukama svjetla ili lomače, da su po noći pokazivali put brodovima. Najviši svjetionik, koji je bio visok oko 50 metara, izgrađen je oko 280. pr. Kr. na poluotoku Farosu neposredno ispred egipatskog grada Aleksandrije — Aleksandrijski svjetionik. Ispred mjesta se nalazio otočić Faros koji je spojen lukobranom s kopnom, tako da je zapravo postao poluotok.

## Svjetionici u Hrvatskoj
U Hrvatskim teritorijalnim vodama postoji 45 svjetionika, od kojih je 16 s posadom i 29 bez posade, i u vlasništvu su Plovputa. Uz njih postoje i ostali objekti sigurnosi plovidbe, popisu su (u vlasništvu Plovputa): 299 obalnih svjetala, 129 svjetlećih oznaka, 36 svjetlećih plutača, dvije signalne postaje, 154 signalne oznake, 4 signalne oznake pokrivenog smjera, i 14 signalnih plutača. 
U vlasništvu trećih osoba postoje 352 objekta (od kojih nijedan svjetionik) o kojima, prma ugovoru, također brine Plovput.

## Poveznice
- Brodovi-svjetionici
- Aleksandrijski svjetionik

## Vanjske poveznice
|  | Zajednički poslužitelj ima stranicu o temi Svjetionik     |
|  | Zajednički poslužitelj ima još gradiva o temi Svjetionici |

- Svjetionik Hrvatska tehnička enciklopedija, portal hrvatske tehničke baštine. LZMK